# تشارلز لويس كامب
تشارلز لويس كامب (بالإنجليزية: Charles Lewis Camp)‏ هو إحاثي أمريكي، ولد في 12 مارس 1893 في جيمستاون في الولايات المتحدة، وتوفي في 14 أغسطس 1975 في سان خوسيه في الولايات المتحدة.